# Titanokorys
Titanokorys (gr.: "Casco titánico") es un género extinto de radiodontos húrdidos cuya única especie es Titanokorys gainesi, que habitó en el Wuliuense, en el Cámbrico. Es el segundo miembro más grande de su familia (sólo superado por Aegirocassis), con una longitud corporal de 50 centímetros, lo que lo convierte en uno de los mayores animales de la época. Basándose en la forma de los apéndices de Titanokorys, se especula que éste los utilizaba para tamizar o cernir la arena en busca de presas. Los fósiles de T. gainesi se encontraron por primera vez dentro del cañón del Mármol en 2018. Los fósiles no fueron nombrados hasta 2021 porque se asumió que eran especímenes gigantes de Cambroraster.

## Descripción
|  |  |  |

Se conocen fósiles de Titanokorys del esquisto de Burgess, un famoso Lagerstätte de la Columbia Británica, que data de hace unos 508 millones de años. Sólo se han descubierto escleritos desarticulados de la cabeza, apéndices frontales y el cono oral (parte de la boca de los radiodontos que se asemeja en cierto modo a la abertura de una cámara). Debido al descubrimiento limitado, se sabe poco sobre el cono oral de Titanokorys, pero las placas de los dientes tienen superficies lisas como la mayoría de los otros húrdidos. Basándose en el esclerito más grande (medido unos 27 cm) y con el tamaño inferido de Cambroraster (otro radiodonto estrechamente relacionado), se estimó que el animal completo medía más o menos 50 centímetros de largo. Titanokorys se distingue fácilmente de otros radiodontos por sus escleritos cefálicos, el esclerito anterior (elemento H) con una región anterior trifurcada y los escleritos laterales (elemento P) cada uno con una espina anteroventral. Los apéndices frontales son casi indistinguibles de los de Cambroraster, que tienen podómeros cortos con 5 enditos largos, cada uno de ellos asociado a una fila de espinas auxiliares largas y densas. Estos apéndices sugieren un comportamiento especializado de "alimentación de barrido" que permitiría a este radiodonto atrapar y comer tanto alimentos microscópicos como macroscópicos. Titanokorys vivió junto a otros radiodontos del esquisto de Burgess, como Anomalocaris, Hurdia y Peytoia, el hecho de que tantos radiodontos grandes y depredadores vivieran juntos sugiere que las comunidades del Cámbrico de la época eran muy diversas y podían albergar a este gran número de macropredadores.

## Clasificación
Titanokorys es un radiodonto de la familia Hurdiidae. Los húrdidos se distinguen de otros radiodontos por sus apéndices frontales en forma de rastrillo, cada uno de los cuales lleva una única fila de enditos alargados con espinas auxiliares anteriores, junto con escleritos cefálicos grandes y piezas bucales (cono oral) tetrarradiales. Clasificado dentro de los húrdidos, Titanokorys puede formar un clado derivado con Cordaticaris, Cambroraster y posiblemente también Zhenghecaris.